# Сингапурская конвенция о медиации
Конвенция ООН о международных мировых соглашениях, достигнутых в результате медиации/посредничества, она же Конвенция ООН о приведении в исполнение мировых соглашений, достигнутых в результате посредничества, Конвенция ООН о международных расчётных соглашениях, вытекающих из посредничества/медиации, была принята 20 декабря 2018 и открытая для подписания 7 августа. В соответствии с 14 статьей Конвенции вступила в силу 12 сентября 2020. Она регулирует альтернативное разрешение коммерческих споров в международной торговле и не применяется к международным соглашениям об урегулировании, подлежащим исполнению как судебные решения, и к соглашениям об урегулировании споров, заключённых в домашних/семейных/личных целях, а также к, наследственному, семейному, трудовому праву.

## Стороны
- Афганистан
- Армения
- Беларусь
- Бенин
- Бруней
- Чад
- Чили
- Китай
- Колумбия
- Республика Конго
- ДРК
- Эквадор
- Эсватини
- Фиджи
- Габон
- Грузия
- Гренада
- Гвинея-Бисау
- Гаити
- Гондурас
- Индия
- Иран
- Израиль
- Ямайка
- Иордания
- Казахстан
- Лаос
- Малайзия
- Мальдивы
- Маврикий
- Черногория
- Нигерия
- Северная Македония
- Палау
- Парагвай
- Филиппины
- Катар
- Республика Корея
- Руанда
- Самоа
- Саудовская Аравия
- Сербия
- Сьерра-Леоне
- Сингапур
- Шри-Ланка
- Восточный Тимор
- Турция
- Уганда
- Украина
- США
- Уругвай
- Венесуэла